# Dionysius Schüler
Dionysius Schüler OFM, zakonne imię Augustyn (ur. 22 kwietnia 1854 w Schlatt koło Tybingi, zm. 7 września 1926 w Gorheim) – niemiecki arcybiskup, były generał franciszkanów.
Do zakonu wstąpił w 1871 w Fuldzie. Z powodu kulturkampfu studia seminaryjne ukończył w Sint-Truiden w Belgii, gdzie w 1878 przyjął święcenia kapłańskie. W latach 1879–1881 przebywał w Epinal we Francji, w 1891–1893 w Paterson w Minnesocie w Stanach Zjednoczonych, w 1893 został kustoszem, a 1894 pierwszym prowincjałem odtworzonej prowincji w Turyngii. W 1903 wybrano go generałem zakonu. Jako generał popierał działalność misyjną, przyczynił się do rozbudowy rzymskiego Antonianum, założył czasopismo "Archivum Franciscanum Historicum". W 1911 został zwolniony z urzędu przez papieża Piusa X i mianowany arcybiskupem tytularnym Nazjanzu. W tym samym roku zamieszkał w klasztorze w Gorheim. Zmarł 7 września 1926 w Gorheim.